# Oberndorfer Mühle
Oberndorfer Mühle ist eine Einzelsiedlung des Ortsteils Niederems im südhessischen Rheingau-Taunus-Kreis und liegt auf einer Höhe von 317 m NHN.

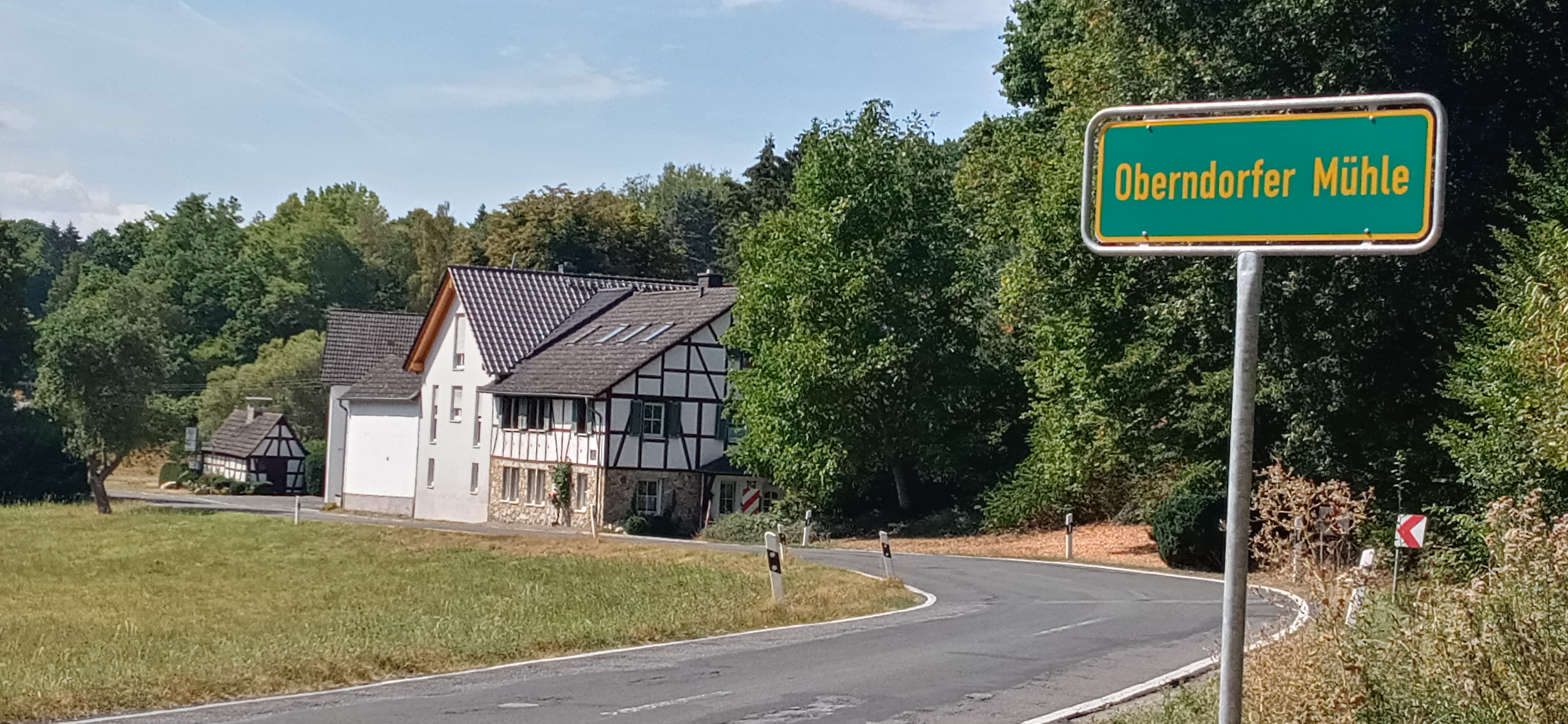
Waldems-Niederems, Oberndorfer Mühle mit Weiler-Ortsschild von Osten gesehen

## Geographie
Der Einzelsiedlung liegt im östlichen Hintertaunus des Naturpark Rhein-Taunus, westlich davon liegt Niederems (ca. 3/4 km).

## Geschichte
Der Ort wurde erstmals urkundlich im Jahre 1440 erwähnt, durch den Tod Philipp Wittekind von Hattstein. 1572 klagten die Stadt Frankfurt und das Adelsgeschlecht Hattstein gegen Wolf Johann von Rheinberg bezüglich des Lehens. Es ging um sieben Haushaltungen (1566).
Erstmals 1653 (nach anderer Quelle 1274) wurde die namensgebende Mühle erwähnt. Zum Ende des Dreißigjährigen Krieges wurden die Höfe aufgegeben, die Mühle jedoch nicht, trotz Hungersnöten, Krankheiten, Kriegszeiten und großer Armut. Seit 1875 ist die Mühle in Famienenbesitz. Sie wird seit 1954 nicht mehr betreiben. Der Holzofen, der 1880 erbaut wurde, sei noch gut in Schuss.
Im Zuge der Gebietsreform in Hessen wurde die Gemeinde Niederems am 1. August 1972 durch Gesetz mit fünf Nachbargemeinden aus dem Untertaunuskreis und dem Landkreis Usingen zur neuen Gemeinde Waldems zusammengeschlossen. Wie für jeden Ortsteil wurde durch die Hauptsatzung auch für Niederems ein Ortsbezirk mit Ortsbeirat und Ortsvorsteher eingerichtet.

### Frühmittelalterliche Besiedlung
Der im Nordosten gelegene Ringwall „Burg“ deutet allerdings eine frühmittelalterliche Besiedlung der Gegend an.

## Gerichtsbarkeiten
- Verwaltungsbezirk:
  - 1566: Amt Idstein
- Altkreis:
  - Untertaunuskreis
- Gericht:
  - 1571: Gericht Oberems
  - Um 1650: Gericht „In der Ems“

## Religion
Die Bewohner waren ihrer Kirche nicht treu, so gehörten sie 1610 zum Kirchenspiel Steinfischbach (Reichenbach), wechselten zum Kirchspiel Esch (Reinborn). Ab dem 17. Jh. gehörten sie zum Kirchenspiel Oberrod.

## Infrastruktur
Die Straße L3450 führt vor den Gebäuden vorbei, innerhalb der Siedlung gibt es die Straßennamen „Vor der Burg“ und „Burgfeld“. Eine Bushaltestelle mit drei Linien (81, 231, 233) ist ebenso zu finden. Oberhalb führt die Bundesstraße 275 vorbei. Die Gewässer für die Mühle waren der Ems- und der Reichenbach. Ersterer wurde nach Einstellung des Mühlbetriebs abgetrennt. Die Postleitzahl lautet 65529, die Vorwahl ist 06087.